# Päri (Lääne-Nigula)
Koordinaten: 58° 50′ N, 24° 3′ O
Päri (deutsch Kattentack) ist ein Dorf (estnisch küla) in der Landgemeinde Lääne-Nigula (bis 2017: Landgemeinde Kullamaa) im Kreis Lääne in Estland.

## Einwohnerschaft und Lage
Der Ort hat 39 Einwohner (Stand 31. Dezember 2011). Er liegt 31 Kilometer südöstlich der Landkreishauptstadt Haapsalu.
Der estnische Name des Dorfes stammt von der Familie Berg ab, der die Gegend im 16. Jahrhundert gehörte.

## Gut
Das Rittergut von Päri wurde erstmals 1450 unter dem Namen Kattentappe urkundlich erwähnt. Seit der zweiten Hälfte des 18. Jahrhunderts stand das Gut im Eigentum der adligen deutschbaltischen Familie Maydell. Der estnische Staat enteignete es im Zuge der Landreform 1919.
Das kleine, zweigeschossige Herrenhaus im Stil des Frühklassizismus wurde Ende des 18. Jahrhunderts errichtet. Das niedrigere Erdgeschoss diente Wirtschaftsräumen. Heute ist das Gebäude nur noch als Ruine erhalten. Das Verwalterhaus mit seinen dicken Mauern und dem Mantelschornstein ist älter als das Haupthaus und wurde vor der Mitte des 18. Jahrhunderts errichtet. Auch von ihm sind nur noch einige Mauern erhalten.
Die Gebäude waren von einem kleinen Park umgeben. Die historische Windmühle des Guts im holländischen Stil fiel in jüngerer Zeit einem Steinbruch zum Opfer.